# Chelipoda digressa
Chelipoda digressa är en tvåvingeart som beskrevs av Collin 1931. Chelipoda digressa ingår i släktet Chelipoda och familjen dansflugor. Inga underarter finns listade i Catalogue of Life.